# Stenopetalum lineare
Stenopetalum lineare är en korsblommig växtart som beskrevs av Robert Brown och Dc. Stenopetalum lineare ingår i släktet Stenopetalum och familjen korsblommiga växter. Inga underarter finns listade i Catalogue of Life.

## Bildgalleri

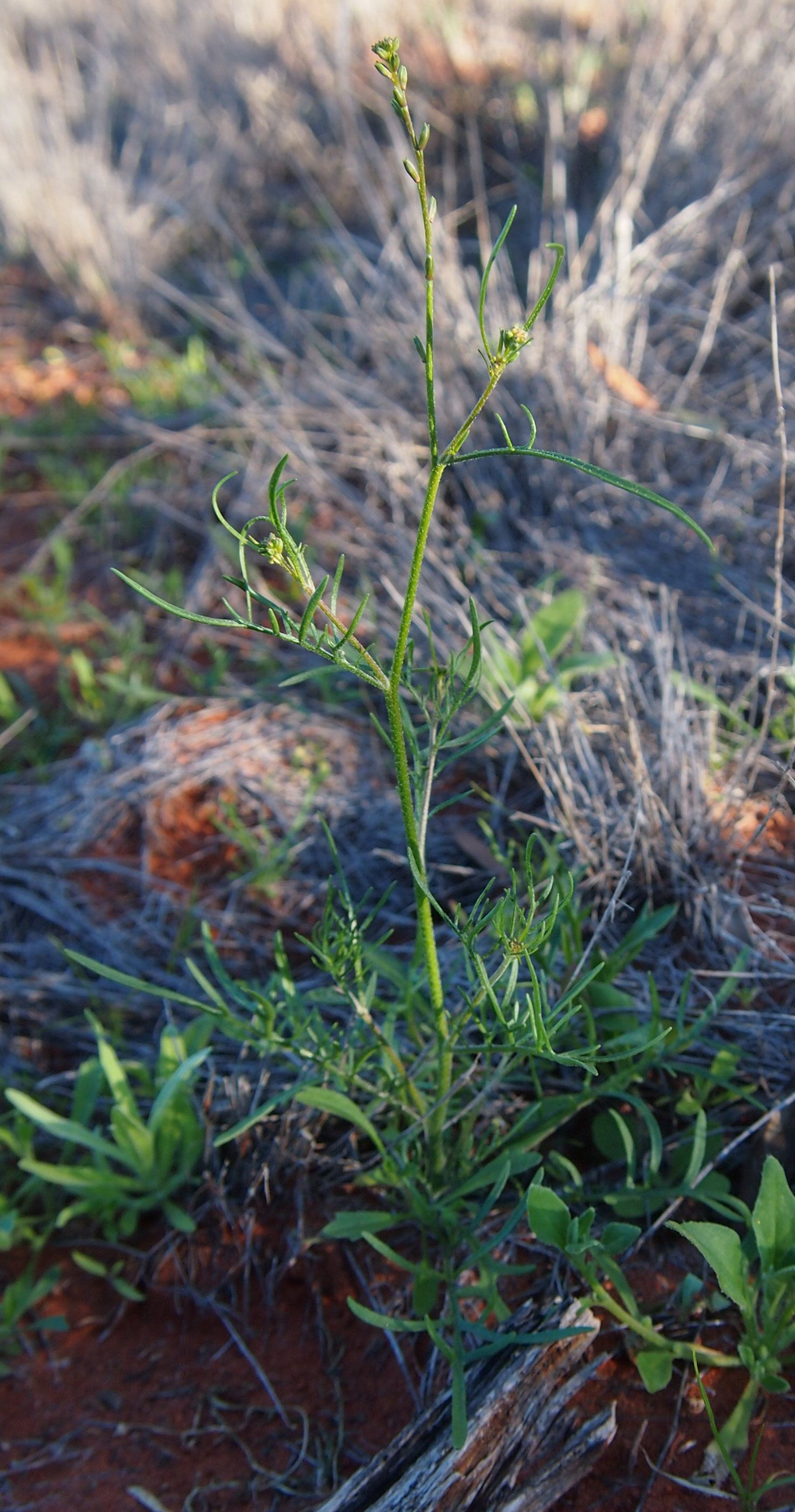
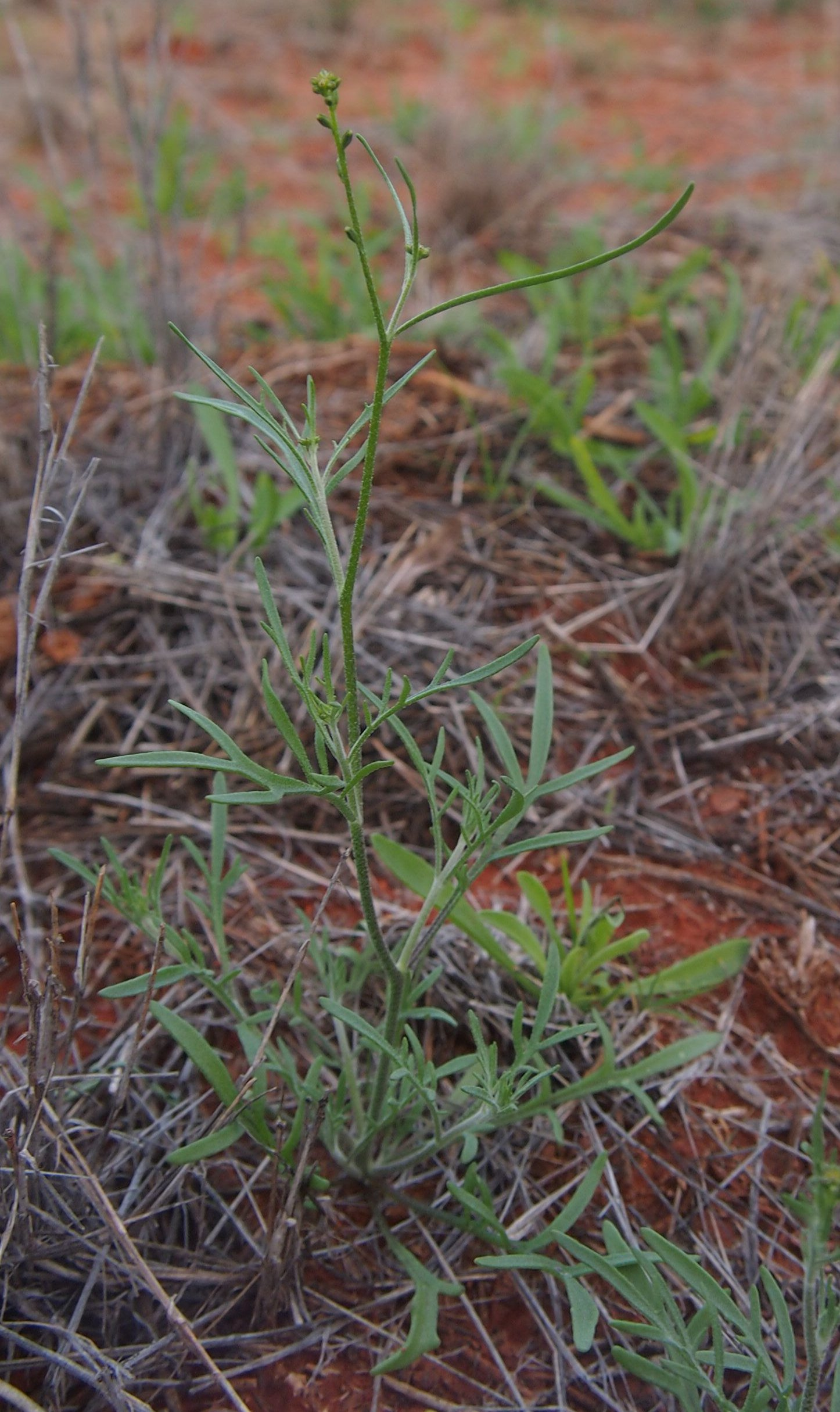